# Brennerei Elmendorf
Die Brennerei Elmendorf war eine Brennerei im Gütersloher Stadtteil Isselhorst. An dem Ort wurde von 1689 bis zum Jahr 2001 Korn gebrannt.
Mit dem Wegfall des Branntweinmonopols war die Grundlage für einen weiteren Betrieb der traditionsreichen Kornbrennerei nicht mehr gegeben, so dass diese geschlossen werden musste. Das burgartige Gebäudeensemble wurde in der Zeit von 1760 bis 1903 gebaut. Das Gelände war seit dem 18. Jahrhundert im Besitz der Familie Elmendorf. 
Das Gelände wurde nach langjähriger Planung an den Brillenhersteller Markus T verkauft, der dort mit seiner Manufaktur einzieht. Das große Elmendörfer Fass von 1902 ist nun auf dem Isselhorster Kirchplatz zu besichtigen. Das handgeschnitzte, reich verzierte Eichenfass besitzt ein Volumen von 20.000 Litern und wurde auf verschiedenen internationalen Gewerbeausstellungen des frühen 20. Jahrhunderts ausgestellt.
Die Kornbrennerei ist nach der Stilllegung des Betriebes in Isselhorst nach Hamburg umgezogen. Dort wird nun in Handarbeit die Tradition des Korn weiter gepflegt, wobei ausschließlich Bioprodukte hergestellt werden. 
Der Elmendorf Korn wurde in seiner langen Geschichte mehrfach für seine hohe Qualität ausgezeichnet, wie zum Beispiel auf der Weltausstellung 1893 in Chicago oder auf dem Craft-Spirit-Festival 2016 in Berlin. Die Korn Manufaktur in Hamburg ist nach Absprache ebenfalls zu besichtigen.

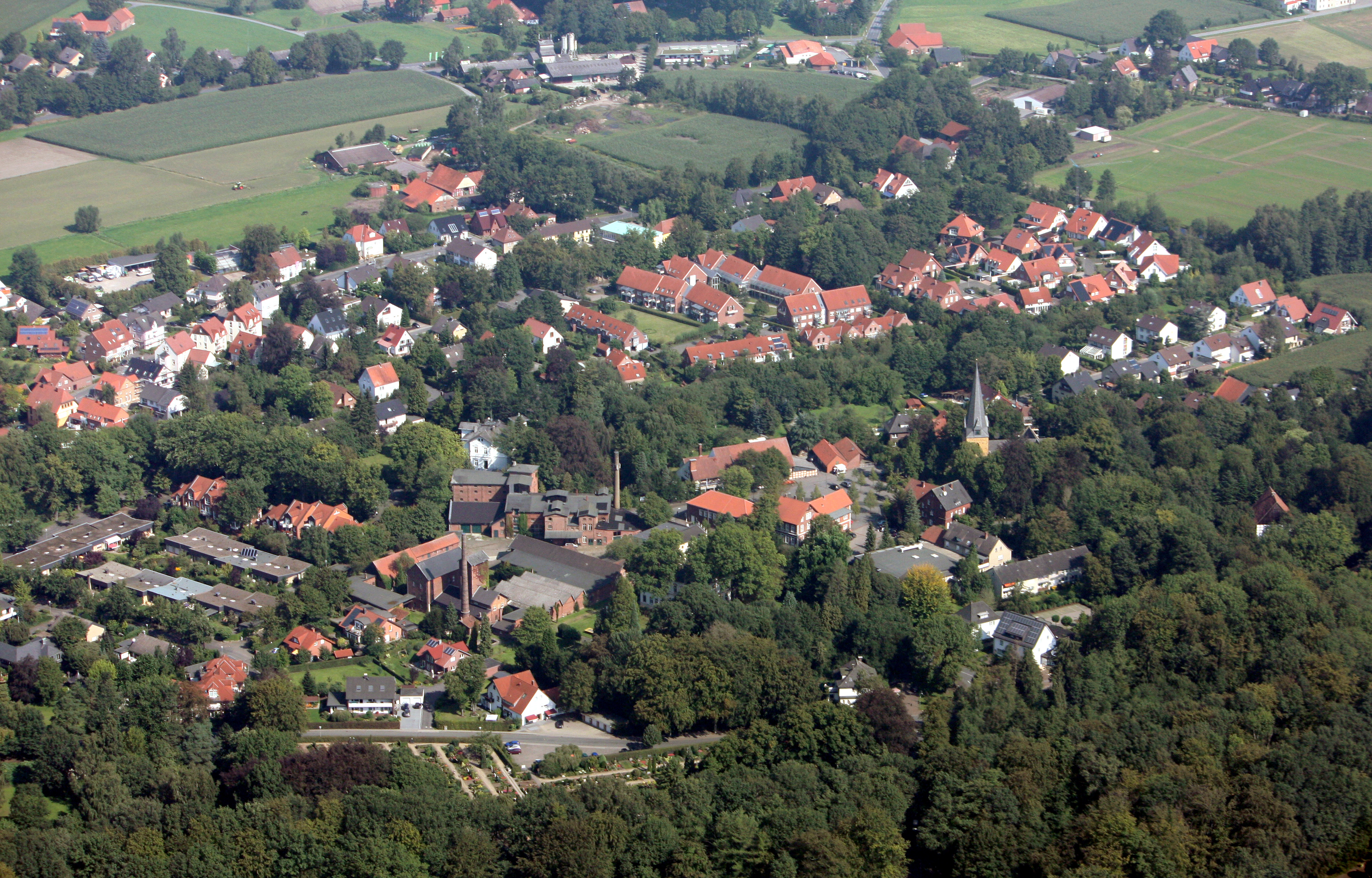
Das Brennereigelände ist auf dem Luftbild von Isselhorst gut zu erkennen
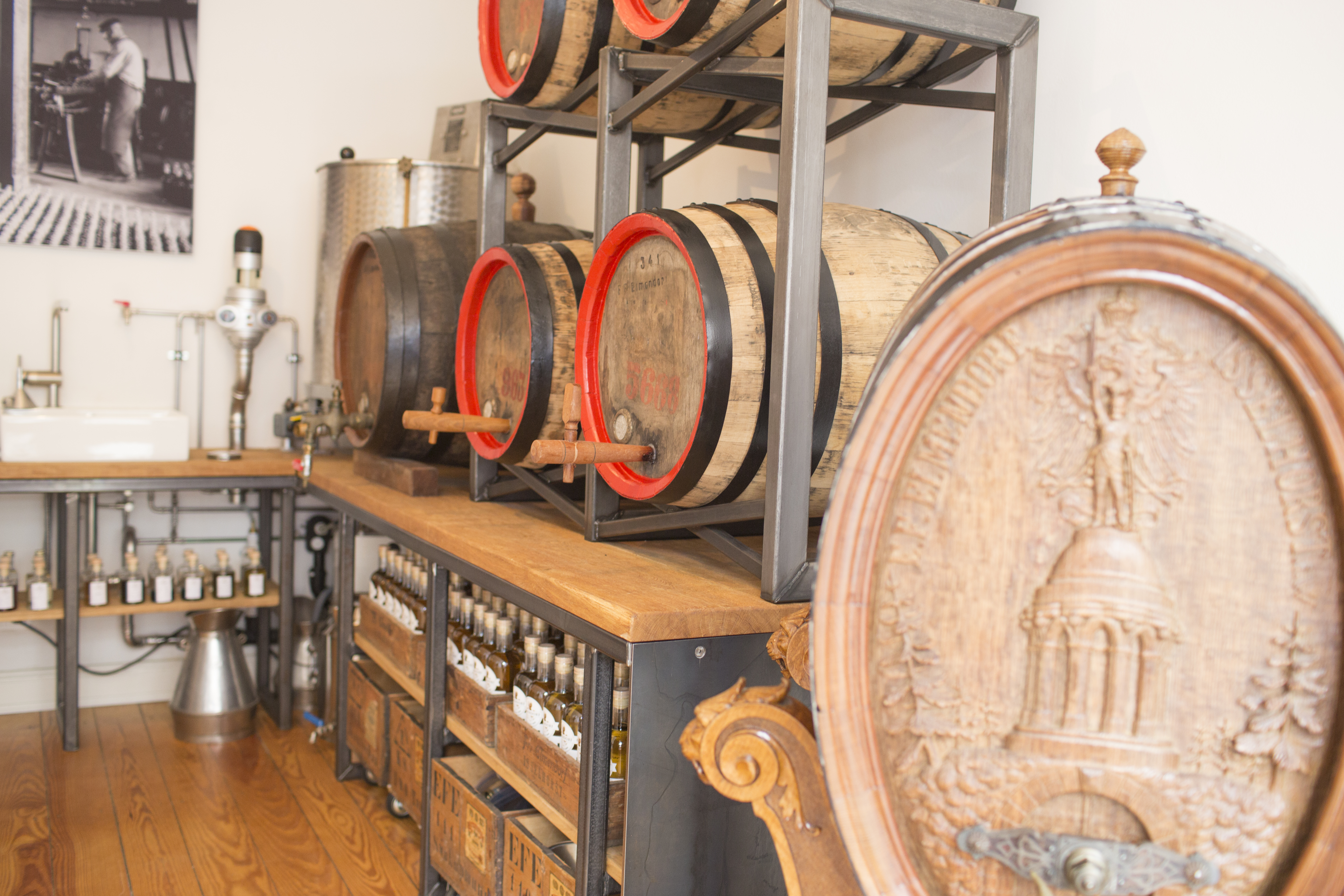
Korn Manufaktur Hamburg